# Jan Landqvist
Jan Landqvist (Jan-Olof Landqvist), född 10 juli 1940, är en industridesigner och professor i designmetodik.
Landqvist var snickare och utbildade sig sedan till silversmed på Konstfack för att bli slöjdlärare. Landqvist blev den första heltidsanställda industridesignern på Gustavsbergs Fabriker när han anställdes 1967. I en ny mjuk och modern design formgav Landqvist bland annat toalettstolar, urinaler (modell 255), drickfontäner (modell 1011) och tvättställ. Landqvist utvecklade även greppvänliga plastrattar för blandare 1970. 1975 lämnade han Gustavsberg.